# NGC 1763
NGC 1763 (även känd som N11 B, LH 10 eller ESO 85-EN20) är en emissionsnebulosa med en inbäddad stjärnhop i Stora magellanska molnet i stjärnbilden Svärdfisken. Denna stjärnbildningsregion ligger endast ca 160 000 ljusår från jorden. Den är mycket ljusstark, mycket stor och mycket oregelbunden. Dess skenbara storlek är ca 3,0–5,0 bågminuter. Den är en del av ett stort område av stjärnor som kallas LMC-N11 (N11) vilket upptäcktes år 1826 av astronomen av James Dunlop med ett 23 cm teleskop och observerades även av John Herschel år 1834. Själva nebulosan är katalogiserad under LHA 120-N 11B (N11 B), LH 10 eller ESO 85-EN20. Den är också en del av ett område som allmänt kallas Bönnebulosan.